# کارکس گاربری
کارکس گاربری (نام علمی: Carex garberi) نام یک گونه از سرده جگن است.